# Cultura swahili
La cultura swahili è la cultura tradizionale dei popoli della Costa swahili della Tanzania, del Kenya, del Mozambico settentrionale e della maggior parte delle isole dell'Oceano Indiano antistanti a quest'area, da Zanzibar alle Comore, dove si parla la lingua swahili come lingua nativa. Le popolazioni che appartengono a questa cultura vengono talvolta indicate con la parola swahili waswahili.
La cultura swahili riflette la complessità della storia dell'Africa orientale, che attraverso l'Oceano Indiano fu in contatto fin dall'antichità con le civiltà del Medio Oriente e dell'Asia. Come la lingua swahili, anche la cultura swahili presenta evidenti tratti bantu, mischiati però con altrettanto evidenti influssi arabi, persiani e di altre origini asiatiche. In seguito al colonialismo, la cultura swahili ha anche acquisito alcuni tratti minori europei (soprattutto inglesi, tedeschi e portoghesi) ma anche indiani e di altre tradizioni giunte in contatto col mondo swahili, per esempio, attraverso l'Impero britannico.
Il nome "swahili" deriva dall'aggettivo arabo  sawahili (سواحلي), plurale di sawahil (سواحل) che significa "costiero" (da sahel, ساحل, "costa").

## Storia
La cultura e la lingua swahili hanno cominciato a distinguersi dalle culture bantu dell'Africa orientale e meridionale intorno al I millennio, in seguito all'espansione commerciale araba e persiana nell'Oceano Indiano. Oltre a commerciare beni fra l'Asia e l'Africa, gli arabi e i persiani cominciarono gradualmente ad insediarsi sulle coste e sulle isole dell'Africa, mescolandosi con la popolazione locale. Questo periodo viene ricordato come periodo shirazi, dalla regione Shiraz da cui molti coloni e commercianti persiani provenivano. In questo periodo, e fino all'avvento dei Portoghesi alla fine del XV secolo, sulla costa orientale africana prosperarono i commerci e sorsero una quantità di importanti città-stato come Kilwa, Malindi e Zanzibar (oggi anche nota come Stone Town). L'interscambio fra persiani, arabi e le popolazioni native bantu è all'origine della cultura e della lingua swahili.

## Aspetti della cultura swahili

### Lingua

Bacino di diffusione della lingua swahili

La lingua swahili appartiene al gruppo delle lingue bantu, tipicamente africano (allo stesso ampio gruppo appartiene per esempio lo zulu); tipicamente bantu sono in particolare la grammatica e gran parte della fonetica. L'influsso arabo-persiano si riflette soprattutto nel vocabolario. Persino alcune delle parole swahili più universalmente note, come safari, hanno un'etimologia araba; sono anche numerose le influenze persiane, come sheha per "capovillaggio", dalla stessa radice di scià. Oltre a molti termini, lo swahili ha acquisito dall'arabo e dal persiano anche alcuni suoni, come alcune consonanti aspirate che non appartengono alla fonetica delle lingue bantu più direttamente imparentate con lo swahili. Lo swahili coloniale e postcoloniale ha acquisito (e continua tuttora ad acquisire) vocaboli di derivazione chiaramente europea, per esempio inglese (come basi per "autobus" o kompyuta per "computer"), tedesca (shule per "scuola") e portoghese (meza per "tavolo").
Le prime opere letterarie in swahili conosciute risalgono alla prima metà del XVIII secolo; in origine, erano scritte usando l'alfabeto arabo. Furono i missionari europei, fra il XIX e il XX secolo, a introdurre l'attuale trascrizione standard dello swahili, che usa l'alfabeto latino. Ai missionari europei si deve anche la definizione della lingua swahili standard oggi universalmente accettata. A causa della particolare importanza storica e culturale di Zanzibar, lo swahili standard riproduce in larga misura la variante dello swahili nativa dell'isola.

### Letteratura
Poiché lo swahili è stato standardizzato solo in epoca recente, la letteratura tradizionale swahili è classificabile in funzione dello specifico dialetto (o varietà) della lingua, come il Kiamu, Kimvita, Kipemba, Kiunguja, Kimrima, Kimtang'ata, Ki-Dar-es-salaam e Ki-Nairobi.
Nella letteratura swahili precoloniale, contenuti e forme sono fortemente influenzati da quelli della letteratura araba e islamica, ma i temi non sono sempre religiosi. La forma letteraria più tipicamente swahili è l'utenzi, un particolare metro poetico basato su stanze di otto versi. Fra gli utenzi più celebri si possono citare lo Utendi wa Tambuka (un poema epico in cui si narrano le imprese degli arabi nella guerra contro i bizantini), l'Utenzi wa Shufaka (un poema di carattere morale e religioso) e l'Utenzi wa Mwana Kupona (un poema morale didattico sulle virtù coniugali). La letteratura swahili non contemplava invece la prosa, il cui uso era riservato a documenti di natura pratica.

### Religione
I waswahili sono prevalentemente musulmani anche se l'appartenenza religiosa non è un elemento essenziale della cultura swahili. La radice islamica della cultura swahili si riflette comunque indirettamente in una quantità di diverse manifestazioni culturali, come la quasi totale assenza della carne di maiale dalla cucina tradizionale swahili.

### Arte e artigianato

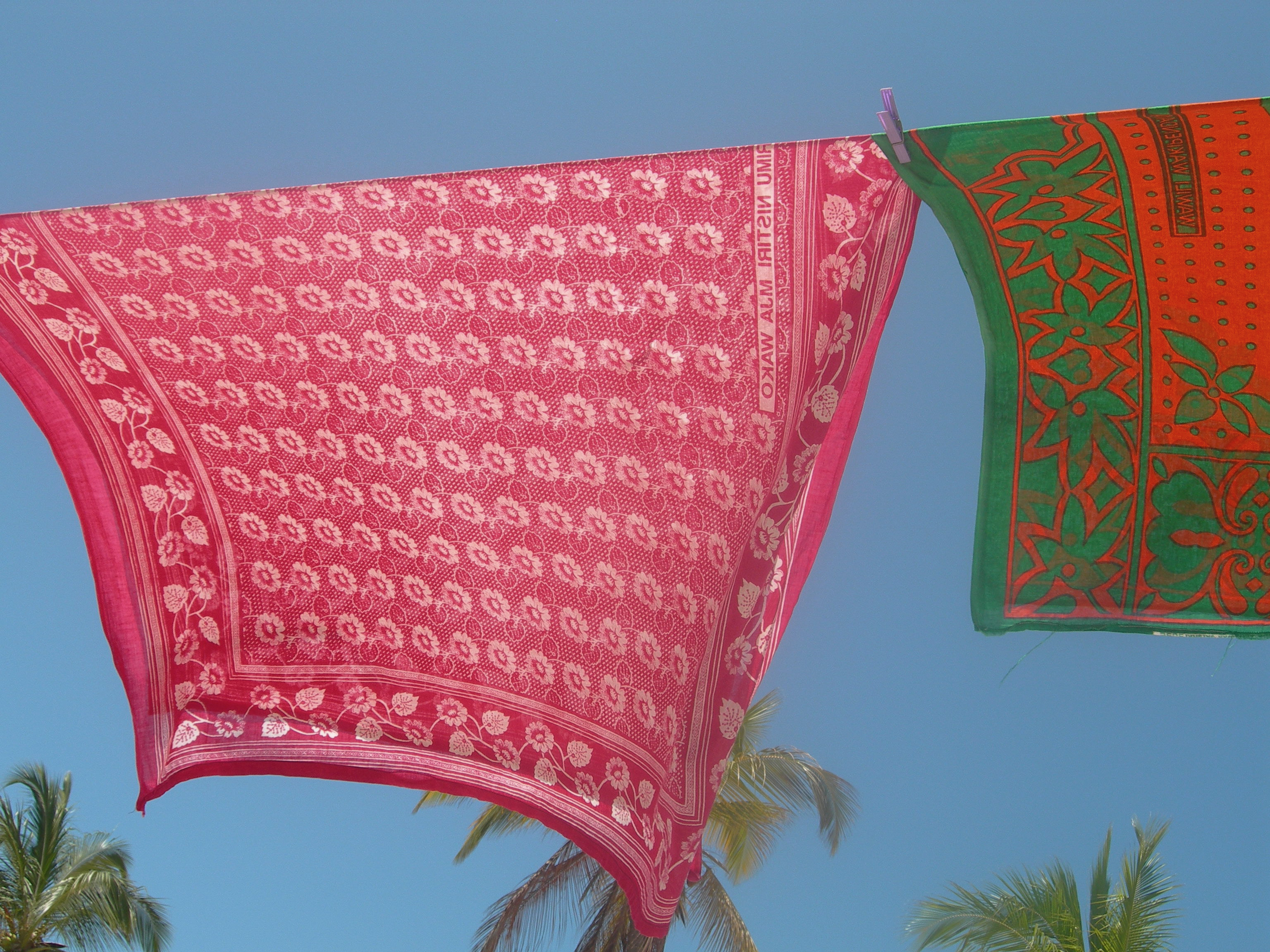
Kanga (Zanzibar)

Come per l'arte dell'Africa subsahariana in generale, nella cultura swahili l'arte è in gran parte intesa come decorazione creativa di oggetti di uso concreto e quotidiano; vi è quindi un confine molto sfumato fra arte in senso stretto e artigianato. L'influenza islamica è evidente, tra l'altro, nella predominanza di motivi geometrici e alfabetici usati come decorazione. Questo elemento dell'arte swahili si esprime in maniera evidente in particolare nei kanga e nei kitenge, quadrati di cotone decorato con colori vivaci e proverbi scritti a grande lettere, che sono l'indumento più tipico dell'Africa swahili.

### Cucina
La cucina swahili comprende sia ricette chiaramente riconducibili all'una o all'altra influenza (araba, persiana, indiana e così via), sia combinazioni di sapori originali, in cui le diverse tradizioni vengono fuse e spesso adattate alla disponibilità locale di particolari ingredienti. La tradizione locale pre-shirazi si riconosce soprattutto nella grande importanza del pesce e dei frutti di mare, non sorprendente per una popolazione costiera e scarsamente agricola, che quindi viveva principalmente di pesca di sussistenza. La tradizione araba si ritrova invece in ricette come il pilau (pilaf) e il pane con datteri e noci e quella indiana nei samosa e nelle ricette di carne preparata con curry e zenzero. Un esempio di fusione tipicamente swahili di ingredienti appartenenti a diverse tradizioni è il pwewa wa nazi zanzibari, ovvero polpo (di tradizione costiera) cotto nel cocco (alimento portato dagli arabi) con l'aggiunti di curry (indiano) e altri sapori.
Alla cucina swahili hanno approdato, soprattutto attraverso l'influenza coloniale, anche ricette tradizionali di popoli che non hanno avuto diretti contatti con i waswahili. Un esempio in questo senso è il sorpotel, un bollito misto speziato di origine goanese, portato in Africa, probabilmente, dai portoghesi (che controllavano Goa e, per un certo periodo, una parte della costa swahili).

### Musica
Il genere musicale tradizionale più diffuso nel mondo swahili è il taarab (o tarabu), originario di Zanzibar; combina testi in metrica in lingua swahili con melodie di ispirazione araba e indiana, ma è suonato facendo anche uso di strumenti della tradizione europea, come la chitarra. Altri generi diffusi in gran parte dell'Africa swahili, come i derivati della rumba africana (per esempio il tanzaniano muziki wa dansi) o il bongo flava, sono di origine recente, coloniale o addirittura postcoloniale, e quindi attingono esclusivamente a tradizioni europee o africane.

### Navigazione
La civiltà swahili fu una civiltà di navigatori e commercianti marittimi. Le imbarcazioni tipiche del mondo swahili sono i dhow (sambuchi), barche a vela di dimensioni medio-grandi di tradizione araba e mediorientale. Per la pesca vengono invece usate soprattutto le canoe con bilanciere dette ngalawa, simili a quelle diffuse in varie zone dell'Oceano Indiano, fino all'Indonesia.

### Altre tradizioni
Nell'Africa swahili è molto diffuso il bao, un gioco da tavoliere della famiglia dei mancala. Il gioco del bao costituisce un importante momento di aggregazione, ma anche di competizione. A Zanzibar e in altri luoghi dell'Africa orientale si tengono tornei di diversi livelli, e i giocatori particolarmente abili vengono chiamati "maestri".